# 浜松交響楽団
公益財団法人浜松交響楽団（はままつこうきょうがくだん、Hamamatsu Symphony Orchestra）は、静岡県西部を中心に活動するアマチュア・オーケストラ。1976年、「楽器のまちから音楽のまちへ」との願いから公益社団法人浜松青年会議所によって設立。1978年には公益性の高い演奏活動により、アマチュア・オーケストラとして初の財団法人格が認可され、2014年4月に公益財団法人に移行。その充実した活動は広く市民に支持され、多くの後援会員・友の会会員を有し、「はまきょう」の愛称で親しまれている。
秋と春の年2回の定期演奏会、ファミリーコンサート、小学校や中学校でのオーケストラ教室など、地域に根ざした活動を続けている。

## 略歴
- 1976年 - 「楽器のまちから音楽のまちへ」との願いから、公益社団法人浜松青年会議所によって創立 ／ 10月15日 - 常陸宮夫妻の臨席のもと、浜松市民会館（現はまホール）で日本青年会議所全国大会記念演奏会、翌16日に第1回定期演奏会を開催。
- 1978年 - 1月、公益性の高い演奏活動により、アマチュアオーケストラとして初の財団法人格が認可される。
- 1979年 - 1月、浜松市立中部中学校で第1回の浜響オーケストラ教室を開催。
- 1987年 - 創立10周年 ／ 「浜響とモーツァルトのレクイエムを歌う会」が発展し「浜松合唱団」が発足。
- 1995年 - 創立20周年記念事業での浜響OBオーケストラが発展し「楽友会オーケストラ」が発足。創立20周年記念事業の一環として、ウィーン・ザルツブルク演奏旅行を実施し、各地で好評を得た。
- 1997年 - 第25回全国アマチュアオーケストラフェスティバル浜松大会で、ホストオーケストラとして全国のアマオケの仲間を迎え交流を深める。
- 2001年 - 浜松市制90周年を記念し、オルフ作曲「カルミナ・ブラーナ」を市民400人の大合唱とともに演奏した。
- 2005年 - 新「浜松市」誕生記念・ふるさとコンサートを開催し、浜松市ゆかりの演奏家や市内の300人の合唱団と共演。
- 2006年 - 創立30周年 ／ 指揮者に小林研一郎を迎え、創立30周年記念演奏会を開催。
- 2007年 - 新「浜松市歌」の録音にオーケストラとして参加。演奏が市内に広く紹介された。
- 2010年 - 創立35周年記念「浜響展」を、木下惠介記念館にて開催。活動紹介の展示と毎週末のミニコンサートを実施。
- 2012年 - 公益財団法人に移行。
- 2016年 - 創立40周年記念第80回定期演奏会にスペシャルゲストとして石川さゆりと共演。2000人の観客の前で「天城越え」「津軽海峡・冬景色」などを演奏。

## 演奏会

### 浜松市民オペラ
1991年：第1回浜松市民オペラ「カルメン」
1993年：第2回浜松市民オペラ「椿姫」
1999年：第3回浜松市民オペラとして創作オペラ「三郎信康」（初演）
2001年：第4回浜松市民オペラ「三郎信康」（改訂・再演）
2004年：第5回浜松市民オペラ「魔笛」
2007年：第6回浜松市民オペラ「ラ・ボエーム」
2015年：第７回浜松市民オペラ歌劇「ブラック・ジャック」宮川彬良作曲・指揮（世界初演）

## 浜響ソリスト・オーディション
第1回 浜響ソリスト・オーディション（2002年）
- 石岡千尋（ピアノ）
- 市川雅己（ピアノ）
- 青谷友香里（ヴァイオリン）
- 竹内愛（ヴァイオリン）
- 小杉結（ヴァイオリン）
- 飯島忠亮（ヴァイオリン）
- 初鹿野剛（声楽）

第2回 浜響ソリスト・オーディション（2006年）
- 犬飼新之介（ピアノ）
- 今西泰彦（ピアノ）
- 長尾春花（ヴァイオリン）
- 渡辺玲美（声楽）
- 小林実佐子（声楽）
- 石井園子（ピアノ）浜信賞
- 西尾舞衣子（声楽）浜信賞

第3回 浜響ソリスト・オーディション（2010年）
- 今田篤（ピアノ）
- 阪田知樹（ピアノ）
- 土井千咲綺（ピアノ）
- 天野聡絵（声楽）
- 松井彩乃（声楽）浜信賞

第4回 浜響ソリスト・オーディション（2016年）
- 佐藤元洋（ピアノ）
- 中谷彩花（ピアノ）
- 泉優志（チェロ）
- 菊川穂乃佳（ヴァイオリン）
- 神農広樹（オーボエ）
- 別府美沙子（声楽）
- 鮎澤由香理（声楽）
- 前川健生（声楽）
- 竹内利樹（声楽）浜信賞

## 受賞歴
1986年：静岡県文化奨励賞
1986年：浜松ユネスコ協会谷口賞
2000年：サントリー地域文化賞
2000年：静岡県知事賞
2000年：NHK静岡あけぼの賞
2006年：中日文化賞

## 委嘱作品
2006年：伊藤康英：「浜松市民のための三つのファンファーレ」

## 初演
1999年：創作オペラ「三郎信康」
2005年：浜松市歌(オーケストラ版)　伊藤康英作曲
2015年：歌劇「ブラック・ジャック」宮川彬良作曲